# Liga a II-a 2013–2014
Sezonul 2013-2014 al Ligii a II-a a fost al 74-lea sezon al Ligii a II-a, a doua divizie a sistemului de fotbal românesc. Sezonul a început în septembrie 2013. Liga a fost alcătuită din două serii, una cu câte 13 echipe, una cu 12 echipe. Primele 6 din fiecare s-au calificat în Play-Off, de unde primele două au promovat în Liga I. Ultimele 6, au jucat în Play-out, de unde au retrogradat ultimele 3. Ultima echipă din prima serie a retrogradat în Liga a III-a.

## Seria I

### Echipe și stadioane
| S.C. Bacău                  | ACS Berceni | CF Brăila | FC Clinceni1         |
| --------------------------- | --- | --- | -------------------- |
| Bacău                       | Berceni | Brăila | Clinceni             |
| Stadionul Municipal         | Stadionul Berceni | Stadionul Municipal | Clinceni Arena       |
| Capacitate: 17.500          | Capacitate: 3.500 | Capacitate: 20.800 | Capacitate: 1.000    |
|                             | | |                      |
| CSMS Iași                   | BacăuBerceniBrăilaClinceniCSMS IașiDunăreaFarulGloria BuzăuRapidSloboziaSuceavaTărlungeni Locația cluburilor ce participă la sezonul 2013-14 al Ligii a II-a Seria 1 | BacăuBerceniBrăilaClinceniCSMS IașiDunăreaFarulGloria BuzăuRapidSloboziaSuceavaTărlungeni Locația cluburilor ce participă la sezonul 2013-14 al Ligii a II-a Seria 1 | FCM Dunărea Galați   |
| Iași                        | BacăuBerceniBrăilaClinceniCSMS IașiDunăreaFarulGloria BuzăuRapidSloboziaSuceavaTărlungeni Locația cluburilor ce participă la sezonul 2013-14 al Ligii a II-a Seria 1 | BacăuBerceniBrăilaClinceniCSMS IașiDunăreaFarulGloria BuzăuRapidSloboziaSuceavaTărlungeni Locația cluburilor ce participă la sezonul 2013-14 al Ligii a II-a Seria 1 | Galați               |
| Stadionul Emil Alexandrescu | BacăuBerceniBrăilaClinceniCSMS IașiDunăreaFarulGloria BuzăuRapidSloboziaSuceavaTărlungeni Locația cluburilor ce participă la sezonul 2013-14 al Ligii a II-a Seria 1 | BacăuBerceniBrăilaClinceniCSMS IașiDunăreaFarulGloria BuzăuRapidSloboziaSuceavaTărlungeni Locația cluburilor ce participă la sezonul 2013-14 al Ligii a II-a Seria 1 | Stadionul Dunărea    |
| Capacitate: 11.500          | BacăuBerceniBrăilaClinceniCSMS IașiDunăreaFarulGloria BuzăuRapidSloboziaSuceavaTărlungeni Locația cluburilor ce participă la sezonul 2013-14 al Ligii a II-a Seria 1 | BacăuBerceniBrăilaClinceniCSMS IașiDunăreaFarulGloria BuzăuRapidSloboziaSuceavaTărlungeni Locația cluburilor ce participă la sezonul 2013-14 al Ligii a II-a Seria 1 | Capacitate: 23.000   |
|                             | BacăuBerceniBrăilaClinceniCSMS IașiDunăreaFarulGloria BuzăuRapidSloboziaSuceavaTărlungeni Locația cluburilor ce participă la sezonul 2013-14 al Ligii a II-a Seria 1 | BacăuBerceniBrăilaClinceniCSMS IașiDunăreaFarulGloria BuzăuRapidSloboziaSuceavaTărlungeni Locația cluburilor ce participă la sezonul 2013-14 al Ligii a II-a Seria 1 |                      |
| FC Farul Constanța          | BacăuBerceniBrăilaClinceniCSMS IașiDunăreaFarulGloria BuzăuRapidSloboziaSuceavaTărlungeni Locația cluburilor ce participă la sezonul 2013-14 al Ligii a II-a Seria 1 | BacăuBerceniBrăilaClinceniCSMS IașiDunăreaFarulGloria BuzăuRapidSloboziaSuceavaTărlungeni Locația cluburilor ce participă la sezonul 2013-14 al Ligii a II-a Seria 1 | FC Gloria Buzău      |
| Constanța                   | BacăuBerceniBrăilaClinceniCSMS IașiDunăreaFarulGloria BuzăuRapidSloboziaSuceavaTărlungeni Locația cluburilor ce participă la sezonul 2013-14 al Ligii a II-a Seria 1 | BacăuBerceniBrăilaClinceniCSMS IașiDunăreaFarulGloria BuzăuRapidSloboziaSuceavaTărlungeni Locația cluburilor ce participă la sezonul 2013-14 al Ligii a II-a Seria 1 | Buzău                |
| Stadionul Farul             | BacăuBerceniBrăilaClinceniCSMS IașiDunăreaFarulGloria BuzăuRapidSloboziaSuceavaTărlungeni Locația cluburilor ce participă la sezonul 2013-14 al Ligii a II-a Seria 1 | BacăuBerceniBrăilaClinceniCSMS IașiDunăreaFarulGloria BuzăuRapidSloboziaSuceavaTărlungeni Locația cluburilor ce participă la sezonul 2013-14 al Ligii a II-a Seria 1 | Stadionul Municipal  |
| Capacitate: 15.500          | BacăuBerceniBrăilaClinceniCSMS IașiDunăreaFarulGloria BuzăuRapidSloboziaSuceavaTărlungeni Locația cluburilor ce participă la sezonul 2013-14 al Ligii a II-a Seria 1 | BacăuBerceniBrăilaClinceniCSMS IașiDunăreaFarulGloria BuzăuRapidSloboziaSuceavaTărlungeni Locația cluburilor ce participă la sezonul 2013-14 al Ligii a II-a Seria 1 | Capacitate: 18.000   |
|                             | BacăuBerceniBrăilaClinceniCSMS IașiDunăreaFarulGloria BuzăuRapidSloboziaSuceavaTărlungeni Locația cluburilor ce participă la sezonul 2013-14 al Ligii a II-a Seria 1 | BacăuBerceniBrăilaClinceniCSMS IașiDunăreaFarulGloria BuzăuRapidSloboziaSuceavaTărlungeni Locația cluburilor ce participă la sezonul 2013-14 al Ligii a II-a Seria 1 |                      |
| FC Rapid București          | CSM Unirea Slobozia | ACS Rapid CFR Suceava | CS Unirea Tărlungeni |
| București                   | Slobozia | Suceava | Tărlungeni           |
| Stadionul Valentin Stănescu | Stadionul 1 Mai | Stadionul Areni | Stadionul Unirea     |
| Capacitate: 19.100          | Capacitate: 8.000 | Capacitate: 12.500 | Capacitate: 1.000    |
|                             | | |                      |

1 FC Clinceni este noua denumire a clubului CS Buftea.

### Clasament
| Poz | Echipa             | MJ | V  | E  | Î  | GM | GP | G   | Pct | Promovare sau retrogradare   |                         |
| --- | ------------------ | -- | -- | -- | -- | -- | -- | --- | --- | ---------------------------- | ----------------------- |
| 1   | Iași               | 22 | 16 | 1  | 5  | 47 | 16 | +31 | 49  | Calificare în Play-Off       |                         |
| 2   | Unirea Slobozia    | 22 | 12 | 5  | 5  | 29 | 22 | +7  | 41  | Calificare în Play-Off       | UNI 1-0 RAP RAP 0–1 UNI |
| 3   | Rapid              | 22 | 12 | 5  | 5  | 34 | 20 | +14 | 41  | Calificare în Play-Off       | UNI 1-0 RAP RAP 0–1 UNI |
| 4   | Clinceni           | 22 | 10 | 7  | 5  | 41 | 28 | +13 | 37  | Calificare în Play-Off       |                         |
| 5   | ACS Berceni        | 22 | 10 | 6  | 6  | 31 | 28 | +3  | 36  | Calificare în Play-Off       |                         |
| 6   | SC Bacău           | 22 | 8  | 5  | 9  | 29 | 31 | −2  | 29  | Calificare în Play-Off       |                         |
| 7   | Tărlungeni         | 22 | 7  | 6  | 9  | 18 | 22 | −4  | 27  | Calificare în Play-Out       |                         |
| 8   | Gloria Buzău       | 22 | 5  | 10 | 7  | 25 | 24 | +1  | 25  | Calificare în Play-Out       |                         |
| 9   | Brăila             | 22 | 6  | 5  | 11 | 24 | 34 | −10 | 23  | Calificare în Play-Out       |                         |
| 10  | Foresta Suceava    | 22 | 4  | 7  | 11 | 22 | 42 | −20 | 19  | Calificare în Play-Out       |                         |
| 11  | Farul Constanța    | 22 | 4  | 6  | 12 | 12 | 35 | −23 | 18  | Calificare în Play-Out       |                         |
| 12  | Dunărea            | 22 | 4  | 5  | 13 | 24 | 38 | −14 | 17  | Calificare în Play-Out       |                         |
| 131 | Sportul Studențesc | 0  | 0  | 0  | 0  | 0  | 0  | 0   | 0   | Retrogradare în Liga a III-a |                         |

Sursa: FRF
Reguli de clasare: 
1) puncte; 2) diferența de goluri; 3) goluri marcate.
POZ = Poziția în clasament; (C) = Campioană; (R) = Retrogradată; (P) = Promovată; (E) = Eliminată; (O) = Câștigătoare de play-off; (A) = Avansează în runda următoare. 
Aplicabil doar când sezonul nu este terminat: 
(Q) = Calificare în faza competiției indicată; (TQ) = Calificare în competiție, dar încă nu în faza indicată; (RQ) = Calificată în competiția de retrogradare indicată; (DQ) = Descalificată din competiție.

1 Sportul Studențesc a fost eliminată, neprezentându-se la primele 2 etape.

### Pozițiile pe etapă
| Club/Etapă         |    |    |    |    |    |    |    |    |    |    |    |    |    |    |    |    |    |    |    |    |    |    |    |    |
| Club/Etapă         | 1  | 2  | 3  | 4  | 5  | 6  | 7  | 8  | 9  | 10 | 11 | 12 | 13 | 14 | 15 | 16 | 17 | 18 | 19 | 20 | 21 | 22 | 23 | 24 |
| ------------------ | -- | -- | -- | -- | -- | -- | -- | -- | -- | -- | -- | -- | -- | -- | -- | -- | -- | -- | -- | -- | -- | -- | -- | -- |
| Rapid București    | 6  | 6  | 4  | 3  | 3  | 1  | 1  | 1  | 1  | 2  | 4  | 4  | 4  | 4  | 1  | 1  | 1  | 1  | 1  | 2  |    |    |    |    |
| CSMS Iași          | 2  | 1  | 1  | 2  | 2  | 3  | 3  | 3  | 5  | 4  | 2  | 3  | 2  | 2  | 3  | 4  | 2  | 2  | 2  | 1  |    |    |    |    |
| FC Clinceni        | 1  | 2  | 2  | 1  | 1  | 2  | 2  | 2  | 3  | 3  | 1  | 1  | 1  | 1  | 2  | 3  | 4  | 4  | 4  | 4  | 4  |    |    |    |
| Gloria Buzău       | 9  | 10 | 10 | 9  | 8  | 6  | 7  | 7  | 6  | 6  | 6  | 6  | 6  | 6  | 6  | 6  | 6  | 6  | 6  | 7  | 8  |    |    |    |
| Unirea Slobozia    | 4  | 5  | 7  | 5  | 7  | 7  | 6  | 5  | 4  | 5  | 5  | 5  | 5  | 5  | 4  | 2  | 3  | 3  | 3  | 3  | 3  |    |    |    |
| Farul Constanța    | 3  | 3  | 3  | 4  | 5  | 4  | 4  | 6  | 7  | 7  | 7  | 7  | 7  | 7  | 8  | 9  | 8  | 8  | 8  | 9  |    |    |    |    |
| ACS Berceni        | 7  | 8  | 8  | 7  | 4  | 5  | 5  | 4  | 2  | 1  | 3  | 2  | 3  | 3  | 5  | 5  | 5  | 5  | 5  | 5  | 5  |    |    |    |
| S.C. Bacău         | 10 | 11 | 12 | 12 | 12 | 12 | 10 | 11 | 11 | 11 | 8  | 9  | 8  | 8  | 7  | 7  | 7  | 7  | 7  | 6  | 6  |    |    |    |
| Rapid Suceava      | 11 | 7  | 5  | 8  | 9  | 9  | 11 | 8  | 9  | 9  | 10 | 11 | 11 | 11 | 11 | 11 | 11 | 11 | 11 | 11 | 11 |    |    |    |
| CF Brăila          | 5  | 4  | 6  | 6  | 6  | 8  | 9  | 10 | 8  | 8  | 9  | 10 | 10 | 10 | 10 | 10 | 10 | 10 | 10 | 10 | 10 |    |    |    |
| Unirea Tărlungeni  | 8  | 9  | 11 | 11 | 10 | 10 | 8  | 9  | 10 | 10 | 11 | 8  | 9  | 11 | 9  | 8  | 9  | 9  | 9  | 9  | 7  |    |    |    |
| Dunărea Galați     | 12 | 12 | 9  | 10 | 11 | 11 | 12 | 12 | 12 | 12 | 12 | 12 | 12 | 12 | 12 | 12 | 12 | 12 | 12 | 12 | 12 |    |    |    |
| Sportul Studențesc | 13 | 13 | 13 | 13 | 13 | 13 | 13 | 13 | 13 | 13 | 13 | 13 | 13 | 13 | 13 | 13 | 13 | 13 | 13 | 13 | 13 |    |    |    |

|  | Play-Off |  | Play-Out |  | Retrogradare |

## Rezultate
| Acasă \ Deplasare[1] | SCB | BER | BRĂ | CLI | DUN | FAR | GBZ | IAS | RAP | SCV | SLO | SPO | TĂR |
| SC Bacău             |     | 1–2 | 2–1 | 1–4 | 2–1 | 1–2 | 1–1 | 1–0 | 1–2 | 5–1 | 0–1 |     | 2–1 |
| ACS Berceni          | 4–1 |     | 4–1 | 1–3 | 3–2 | 2–0 | 1–1 | 1–0 | 1–1 | 4–1 | 0–1 |     | 1–0 |
| Brăila               | 1–2 | 0–1 |     | 3–1 | 2–1 | 1–1 | 0–2 | 1–3 | 1–2 | 0–0 | 2–2 |     | 1–0 |
| Clinceni             | 1–1 | 2–1 | 3–3 |     | 2–1 | 3–0 | 2–2 | 1–2 | 0–0 | 2–2 | 3–1 |     | 2–0 |
| Dunărea              | 2–2 | 2–2 | 0–1 | 2–3 |     | 0–0 | 1–2 | 0–4 | 2–0 | 1–1 | 2–1 |     | 1–1 |
| Farul Constanța      | 0–3 | 0–0 | 0–1 | 0–0 | 0–2 |     | 1–4 | 1–0 | 0–2 | 1–0 | 1–1 |     | 0–0 |
| Gloria Buzău         | 0–0 | 0–0 | 0–0 | 2–2 | 1–2 | 1–2 |     | 0–1 | 0–2 | 3–0 | 2–2 |     | 2–1 |
| Iași                 | 2–0 | 4–1 | 1–2 | 0–2 | 4–1 | 4–0 | 3–1 |     | 2–2 | 5–0 | 2–0 |     | 2–0 |
| Rapid                | 1–0 | 3–0 | 5–2 | 1–0 | 1–0 | 3–2 | 1–1 | 0–2 |     | 5–1 | 0–1 |     | 0–1 |
| Foresta Suceava      | 1–2 | 0–2 | 2–1 | 1–3 | 2–0 | 3–0 | 1–0 | 0–1 | 2–2 |     | 1–2 |     | 1–1 |
| Unirea Slobozia      | 2–0 | 1–1 | 1–0 | 1–0 | 3–1 | 2–0 | 1–0 | 0–2 | 1–0 | 2–2 |     |     | 1–2 |
| Sportul Studențesc   |     |     |     |     |     |     |     |     |     |     |     |     |     |
| Tărlungeni           | 1–1 | 1–0 | 1–0 | 3–2 | 1–0 | 2–1 | 0–0 | 2–3 | 0–1 | 0–0 | 0–1 |     |     |

Sursa: frf ro
1Echipa gazdă este listată în coloana din stânga.
Culori: Albastru = gazda e câștigătoare; Galben = egal; Roșu = oaspeții sunt câștigători.

### Play-Off
| Poz | Echipa          | MJ | V  | E | Î  | GM | GP | G   | Pct | Promovare sau retrogradare |
| --- | --------------- | -- | -- | - | -- | -- | -- | --- | --- | -------------------------- |
| 1   | Iași            | 16 | 10 | 3 | 3  | 29 | 13 | +16 | 33  | Promovare în Liga I        |
| 2   | Rapid           | 16 | 8  | 5 | 3  | 20 | 13 | +7  | 29  | Promovare în Liga I        |
| 3   | Unirea Slobozia | 16 | 8  | 2 | 6  | 19 | 17 | +2  | 26  |                            |
| 4   | Clinceni        | 16 | 7  | 3 | 6  | 23 | 19 | +4  | 24  |                            |
| 5   | ACS Berceni     | 16 | 3  | 4 | 9  | 18 | 31 | −13 | 13  |                            |
| 6   | SC Bacău        | 16 | 2  | 3 | 11 | 14 | 30 | −16 | 9   |                            |

Sursa: FRF
Reguli de clasare: 
1) puncte; 2) diferența de goluri; 3) goluri marcate.
POZ = Poziția în clasament; (C) = Campioană; (R) = Retrogradată; (P) = Promovată; (E) = Eliminată; (O) = Câștigătoare de play-off; (A) = Avansează în runda următoare. 
Aplicabil doar când sezonul nu este terminat: 
(Q) = Calificare în faza competiției indicată; (TQ) = Calificare în competiție, dar încă nu în faza indicată; (RQ) = Calificată în competiția de retrogradare indicată; (DQ) = Descalificată din competiție.

### Play-Out
| Poz | Echipa              | MJ | V | E | Î  | GM | GP | G   | Pct | Promovare sau retrogradare             |
| --- | ------------------- | -- | - | - | -- | -- | -- | --- | --- | -------------------------------------- |
| 1   | Gloria Buzău        | 16 | 8 | 4 | 4  | 23 | 13 | +10 | 28  |                                        |
| 2   | Tărlungeni          | 16 | 7 | 6 | 3  | 18 | 11 | +7  | 27  |                                        |
| 3   | Brăila              | 16 | 7 | 4 | 5  | 13 | 15 | −2  | 25  |                                        |
| 4   | Foresta Suceava     | 16 | 6 | 5 | 5  | 19 | 16 | +3  | 23  | Retrogradare în Liga a III-a 2014-2015 |
| 5   | Dunărea             | 16 | 4 | 5 | 7  | 15 | 17 | −2  | 17  | Retrogradare în Liga a III-a 2014-2015 |
| 6   | Farul Constanța (R) | 16 | 2 | 4 | 10 | 8  | 24 | −16 | 10  | Retrogradare în Liga a III-a 2014-2015 |

Sursa: FRF
Reguli de clasare: 
1) puncte; 2) diferența de goluri; 3) goluri marcate.
POZ = Poziția în clasament; (C) = Campioană; (R) = Retrogradată; (P) = Promovată; (E) = Eliminată; (O) = Câștigătoare de play-off; (A) = Avansează în runda următoare. 
Aplicabil doar când sezonul nu este terminat: 
(Q) = Calificare în faza competiției indicată; (TQ) = Calificare în competiție, dar încă nu în faza indicată; (RQ) = Calificată în competiția de retrogradare indicată; (DQ) = Descalificată din competiție.

## Seria a II-a

### Echipe și stadioane
| FC Bihor Oradea            | CS Universitatea Craiova | CSM Râmnicu Vâlcea | FC Universitatea Craiova1      |
| -------------------------- | --- | --- | ------------------------------ |
| Oradea                     | Craiova | Râmnicu Vâlcea | Drobeta-Turnu Severin          |
| Stadionul Iuliu Bodola     | Stadionul „Ion Oblemenco” | Stadionul Municipal | Stadionul Municipal            |
| Capacitate: 11.000         | Capacitate: 29.000 | Capacitate: 12.000 | Capacitate: 20.054             |
|                            | | |                                |
| ACF Gloria Bistrița        | Bihor OradeaCS "U" CraiovaCSM VâlceaFC "U" CraiovaGloria BistrițaMetalul ReșițaMinerulMioveniOlimpia Satu MareOlt SlatinaTîrgu MureșUTA Arad Locația cluburilor ce participă la sezonul 2013-14 al Ligii a II-a Seria 2 | Bihor OradeaCS "U" CraiovaCSM VâlceaFC "U" CraiovaGloria BistrițaMetalul ReșițaMinerulMioveniOlimpia Satu MareOlt SlatinaTîrgu MureșUTA Arad Locația cluburilor ce participă la sezonul 2013-14 al Ligii a II-a Seria 2 | CS Metalul Reșița              |
| Bistrița                   | Bihor OradeaCS "U" CraiovaCSM VâlceaFC "U" CraiovaGloria BistrițaMetalul ReșițaMinerulMioveniOlimpia Satu MareOlt SlatinaTîrgu MureșUTA Arad Locația cluburilor ce participă la sezonul 2013-14 al Ligii a II-a Seria 2 | Bihor OradeaCS "U" CraiovaCSM VâlceaFC "U" CraiovaGloria BistrițaMetalul ReșițaMinerulMioveniOlimpia Satu MareOlt SlatinaTîrgu MureșUTA Arad Locația cluburilor ce participă la sezonul 2013-14 al Ligii a II-a Seria 2 | Reșița                         |
| Stadionul „Jean Pădureanu” | Bihor OradeaCS "U" CraiovaCSM VâlceaFC "U" CraiovaGloria BistrițaMetalul ReșițaMinerulMioveniOlimpia Satu MareOlt SlatinaTîrgu MureșUTA Arad Locația cluburilor ce participă la sezonul 2013-14 al Ligii a II-a Seria 2 | Bihor OradeaCS "U" CraiovaCSM VâlceaFC "U" CraiovaGloria BistrițaMetalul ReșițaMinerulMioveniOlimpia Satu MareOlt SlatinaTîrgu MureșUTA Arad Locația cluburilor ce participă la sezonul 2013-14 al Ligii a II-a Seria 2 | Stadionul Mircea Chivu         |
| Capacitate: 7.800          | Bihor OradeaCS "U" CraiovaCSM VâlceaFC "U" CraiovaGloria BistrițaMetalul ReșițaMinerulMioveniOlimpia Satu MareOlt SlatinaTîrgu MureșUTA Arad Locația cluburilor ce participă la sezonul 2013-14 al Ligii a II-a Seria 2 | Bihor OradeaCS "U" CraiovaCSM VâlceaFC "U" CraiovaGloria BistrițaMetalul ReșițaMinerulMioveniOlimpia Satu MareOlt SlatinaTîrgu MureșUTA Arad Locația cluburilor ce participă la sezonul 2013-14 al Ligii a II-a Seria 2 | Capacitate: 6.100              |
|                            | Bihor OradeaCS "U" CraiovaCSM VâlceaFC "U" CraiovaGloria BistrițaMetalul ReșițaMinerulMioveniOlimpia Satu MareOlt SlatinaTîrgu MureșUTA Arad Locația cluburilor ce participă la sezonul 2013-14 al Ligii a II-a Seria 2 | Bihor OradeaCS "U" CraiovaCSM VâlceaFC "U" CraiovaGloria BistrițaMetalul ReșițaMinerulMioveniOlimpia Satu MareOlt SlatinaTîrgu MureșUTA Arad Locația cluburilor ce participă la sezonul 2013-14 al Ligii a II-a Seria 2 |                                |
| CS Minerul Motru           | Bihor OradeaCS "U" CraiovaCSM VâlceaFC "U" CraiovaGloria BistrițaMetalul ReșițaMinerulMioveniOlimpia Satu MareOlt SlatinaTîrgu MureșUTA Arad Locația cluburilor ce participă la sezonul 2013-14 al Ligii a II-a Seria 2 | Bihor OradeaCS "U" CraiovaCSM VâlceaFC "U" CraiovaGloria BistrițaMetalul ReșițaMinerulMioveniOlimpia Satu MareOlt SlatinaTîrgu MureșUTA Arad Locația cluburilor ce participă la sezonul 2013-14 al Ligii a II-a Seria 2 | CS Mioveni                     |
| Motru                      | Bihor OradeaCS "U" CraiovaCSM VâlceaFC "U" CraiovaGloria BistrițaMetalul ReșițaMinerulMioveniOlimpia Satu MareOlt SlatinaTîrgu MureșUTA Arad Locația cluburilor ce participă la sezonul 2013-14 al Ligii a II-a Seria 2 | Bihor OradeaCS "U" CraiovaCSM VâlceaFC "U" CraiovaGloria BistrițaMetalul ReșițaMinerulMioveniOlimpia Satu MareOlt SlatinaTîrgu MureșUTA Arad Locația cluburilor ce participă la sezonul 2013-14 al Ligii a II-a Seria 2 | Mioveni                        |
| Stadionul Minerul          | Bihor OradeaCS "U" CraiovaCSM VâlceaFC "U" CraiovaGloria BistrițaMetalul ReșițaMinerulMioveniOlimpia Satu MareOlt SlatinaTîrgu MureșUTA Arad Locația cluburilor ce participă la sezonul 2013-14 al Ligii a II-a Seria 2 | Bihor OradeaCS "U" CraiovaCSM VâlceaFC "U" CraiovaGloria BistrițaMetalul ReșițaMinerulMioveniOlimpia Satu MareOlt SlatinaTîrgu MureșUTA Arad Locația cluburilor ce participă la sezonul 2013-14 al Ligii a II-a Seria 2 | Stadionul Orășenesc            |
| Capacitate: 3.000          | Bihor OradeaCS "U" CraiovaCSM VâlceaFC "U" CraiovaGloria BistrițaMetalul ReșițaMinerulMioveniOlimpia Satu MareOlt SlatinaTîrgu MureșUTA Arad Locația cluburilor ce participă la sezonul 2013-14 al Ligii a II-a Seria 2 | Bihor OradeaCS "U" CraiovaCSM VâlceaFC "U" CraiovaGloria BistrițaMetalul ReșițaMinerulMioveniOlimpia Satu MareOlt SlatinaTîrgu MureșUTA Arad Locația cluburilor ce participă la sezonul 2013-14 al Ligii a II-a Seria 2 | Capacitate: 10.000             |
|                            | Bihor OradeaCS "U" CraiovaCSM VâlceaFC "U" CraiovaGloria BistrițaMetalul ReșițaMinerulMioveniOlimpia Satu MareOlt SlatinaTîrgu MureșUTA Arad Locația cluburilor ce participă la sezonul 2013-14 al Ligii a II-a Seria 2 | Bihor OradeaCS "U" CraiovaCSM VâlceaFC "U" CraiovaGloria BistrițaMetalul ReșițaMinerulMioveniOlimpia Satu MareOlt SlatinaTîrgu MureșUTA Arad Locația cluburilor ce participă la sezonul 2013-14 al Ligii a II-a Seria 2 |                                |
| FC Olimpia Satu Mare       | FC Olt Slatina | ASA Tîrgu Mureș | FC UTA Arad                    |
| Satu Mare                  | Slatina | Tîrgu Mureș | Arad                           |
| Stadionul Olimpia          | Stadionul 1 Mai | Stadionul Trans-Sil | Stadionul Francisc von Neumann |
| Capacitate: 18.000         | Capacitate: 12.000 | Capacitate: 10.000 | Capacitate: 7.287              |
|                            | | |                                |

1 FC Universitatea Craiova joacă meciurile de acasă la Drobeta-Turnu Severin.

### Clasament
| Poz | Echipa            | MJ | V  | E | Î  | GM | GP | G   | Pct | Promovare sau retrogradare | Rezultat direct         |
| --- | ----------------- | -- | -- | - | -- | -- | -- | --- | --- | -------------------------- | ----------------------- |
| 1   | Univ. Craiova     | 22 | 15 | 4 | 3  | 31 | 11 | +20 | 49  | Calificare în Play-Off     |                         |
| 2   | Reșița            | 22 | 11 | 4 | 7  | 28 | 18 | +10 | 37  | Calificare în Play-Off     |                         |
| 3   | Râmnicu Vâlcea    | 22 | 10 | 6 | 6  | 26 | 18 | +8  | 36  | Calificare în Play-Off     | OLT 0-0 RAM RAM 1–0 OLT |
| 4   | Olt Slatina       | 22 | 10 | 6 | 6  | 24 | 16 | +8  | 36  | Calificare în Play-Off     | OLT 0-0 RAM RAM 1–0 OLT |
| 5   | Târgu Mureș       | 22 | 9  | 7 | 6  | 25 | 14 | +11 | 34  | Calificare în Play-Off     | ASA 2-1 GLO GLO 2–1 ASA |
| 6   | Gloria Bistrița   | 22 | 10 | 4 | 8  | 23 | 19 | +4  | 34  | Calificare în Play-Off     | ASA 2-1 GLO GLO 2–1 ASA |
| 7   | Olimpia           | 22 | 9  | 6 | 7  | 22 | 19 | +3  | 33  | Calificare în Play-Out     |                         |
| 8   | CS Mioveni        | 22 | 8  | 5 | 9  | 21 | 22 | −1  | 29  | Calificare în Play-Out     |                         |
| 9   | Bihor Oradea      | 22 | 7  | 5 | 10 | 18 | 21 | −3  | 26  | Calificare în Play-Out     |                         |
| 10  | UTA Arad          | 22 | 5  | 6 | 11 | 19 | 30 | −11 | 21  | Calificare în Play-Out     |                         |
| 11  | FC U Craiova 1948 | 22 | 4  | 5 | 13 | 9  | 39 | −30 | 17  | Calificare în Play-Out     |                         |
| 12  | Minerul Motru     | 22 | 3  | 4 | 15 | 17 | 37 | −20 | 13  | Calificare în Play-Out     |                         |

Sursa: FRF
Reguli de clasare: 
1) puncte; 2) diferența de goluri; 3) goluri marcate.
POZ = Poziția în clasament; (C) = Campioană; (R) = Retrogradată; (P) = Promovată; (E) = Eliminată; (O) = Câștigătoare de play-off; (A) = Avansează în runda următoare. 
Aplicabil doar când sezonul nu este terminat: 
(Q) = Calificare în faza competiției indicată; (TQ) = Calificare în competiție, dar încă nu în faza indicată; (RQ) = Calificată în competiția de retrogradare indicată; (DQ) = Descalificată din competiție.

## Rezultate
| Acasă \ Deplasare[1] | TGM | BIH | GLO | MET | MIO | MIN | OSM | OLT | RMV | UCR | UCV | UTA |
| [[ ASA Târgu Mureș]] |     | 0–1 | 2–1 | 1–0 | 4–0 | 4–1 | 1–0 | 0–0 | 3–1 | 3–0 | 1–1 | 0–0 |
| Bihor Oradea         | 1–0 |     | 1–0 | 0–0 | 1–1 | 2–1 | 0–1 | 1–1 | 0–1 | 1–1 | 0–1 | 2–1 |
| Gloria Bistrița      | 2–1 | 1–0 |     | 1–0 | 2–0 | 2–0 | 2–1 | 0–0 | 0–0 | 3–0 | 1–0 | 1–3 |
| Reșița               | 0–0 | 2–1 | 2–1 |     | 2–1 | 2–0 | 2–2 | 2–1 | 1–0 | 1–0 | 0–2 | 4–0 |
| CS Mioveni           | 1–1 | 1–0 | 1–0 | 1–0 |     | 3–1 | 2–0 | 0–1 | 0–0 | 2–1 | 0–1 | 3–0 |
| Minerul Motru        | 0–1 | 1–2 | 2–0 | 0–0 | 4–0 |     | 1–2 | 1–3 | 0–0 | 0–1 | 0–1 | 0–2 |
| Olimpia              | 1–0 | 2–0 | 0–1 | 1–0 | 1–1 | 0–0 |     | 0–1 | 2–1 | 1–1 | 1–1 | 2–0 |
| Olt Slatina          | 1–0 | 2–0 | 1–2 | 2–1 | 1–1 | 3–0 | 0–0 |     | 0–0 | 3–0 | 0–1 | 1–0 |
| Râmnicu Vâlcea       | 1–0 | 3–2 | 2–2 | 3–1 | 1–0 | 2–1 | 3–0 | 1–0 |     | 3–0 | 0–1 | 2–0 |
| Univ. Craiova        | 0–0 | 0–0 | 1–0 | 0–3 | 0–3 | 2–0 | 1–1 | 2–0 | 1–0 |     | 1–1 | 0–3 |
| Univ. Craiova        | 1–2 | 1–0 | 1–1 | 1–3 | 2–0 | 6–0 | 1–0 | 2–1 | 3–1 | 0–0 |     | 2–0 |
| UTA Arad             | 1–1 | 0–0 | 1–0 | 1–3 | 1–0 | 1–1 | 1–2 | 2–3 | 1–1 | 1–1 | 0–1 |     |

Sursa: frf ro
1Echipa gazdă este listată în coloana din stânga.
Culori: Albastru = gazda e câștigătoare; Galben = egal; Roșu = oaspeții sunt câștigători.

### Play-Off
| Poz | Echipa          | MJ | V | E | Î  | GM | GP | G   | Pct | Promovare sau retrogradare |
| --- | --------------- | -- | - | - | -- | -- | -- | --- | --- | -------------------------- |
| 1   | ASA Târgu Mureș | 16 | 9 | 4 | 3  | 20 | 10 | +10 | 31  | Promovare în Liga I        |
| 2   | Univ. Craiova   | 16 | 8 | 3 | 5  | 21 | 17 | +4  | 27  | Promovare în Liga I        |
| 3   | Râmnicu Vâlcea  | 16 | 6 | 5 | 5  | 16 | 14 | +2  | 23  |                            |
| 4   | Gloria Bistrița | 16 | 5 | 6 | 5  | 16 | 16 | 0   | 21  |                            |
| 5   | Reșița          | 16 | 6 | 3 | 7  | 15 | 18 | −3  | 21  |                            |
| 6   | Olt Slatina     | 16 | 2 | 3 | 11 | 7  | 20 | −13 | 9   |                            |

Sursa: FRF
Reguli de clasare: 
1) puncte; 2) diferența de goluri; 3) goluri marcate.
POZ = Poziția în clasament; (C) = Campioană; (R) = Retrogradată; (P) = Promovată; (E) = Eliminată; (O) = Câștigătoare de play-off; (A) = Avansează în runda următoare. 
Aplicabil doar când sezonul nu este terminat: 
(Q) = Calificare în faza competiției indicată; (TQ) = Calificare în competiție, dar încă nu în faza indicată; (RQ) = Calificată în competiția de retrogradare indicată; (DQ) = Descalificată din competiție.

### Play-Out
| Poz | Echipa                | MJ | V | E | Î | GM | GP | G   | Pct | Promovare sau retrogradare             |
| --- | --------------------- | -- | - | - | - | -- | -- | --- | --- | -------------------------------------- |
| 1   | Olimpia               | 14 | 9 | 3 | 2 | 23 | 10 | +13 | 30  |                                        |
| 2   | CS Mioveni            | 15 | 8 | 4 | 3 | 24 | 13 | +11 | 28  |                                        |
| 3   | Bihor Oradea          | 15 | 7 | 5 | 3 | 23 | 13 | +10 | 26  |                                        |
| 4   | UTA Arad (R)          | 15 | 4 | 3 | 8 | 13 | 25 | −12 | 15  | Retrogradare în Liga a III-a 2014-2015 |
| 5   | Minerul Motru (R)     | 15 | 2 | 4 | 9 | 14 | 21 | −7  | 10  | Retrogradare în Liga a III-a 2014-2015 |
| 6   | FC U Craiova 1948 (R) | 10 | 1 | 3 | 6 | 5  | 20 | −15 | 6   | Retrogradare în Liga a III-a 2014-2015 |

Sursa: FRF
Reguli de clasare: 
1) puncte; 2) diferența de goluri; 3) goluri marcate.
POZ = Poziția în clasament; (C) = Campioană; (R) = Retrogradată; (P) = Promovată; (E) = Eliminată; (O) = Câștigătoare de play-off; (A) = Avansează în runda următoare. 
Aplicabil doar când sezonul nu este terminat: 
(Q) = Calificare în faza competiției indicată; (TQ) = Calificare în competiție, dar încă nu în faza indicată; (RQ) = Calificată în competiția de retrogradare indicată; (DQ) = Descalificată din competiție.